# NGC 6881
NGC 6881 este o galaxie situată în constelația Lebăda. A fost descoperită în 25 noiembrie 1881 de către Edward Charles Pickering. Se află la o distanță de 5.340 de parseci de Pământ.